# Миранда, Есения
Есения Ивания Миранда (исп. Yesenia Ivania Miranda; род. 26 марта 1994, Сан-Сальвадор) — сальвадорская легкоатлетка, специалистка по спортивной ходьбе. Выступала на профессиональном уровне в 2009—2017 годах, победительница и призёрка ряда крупных международных стартов, участница летних Олимпийских игр в Рио-де-Жанейро.

## Биография
Есения Миранда родилась 26 марта 1994 года в Сан-Сальвадоре.
Впервые заявила о себе на международном уровне в сезоне 2009 года, когда вошла в состав сальвадорской сборной и выступила на домашнем Панамериканском кубке в Сан-Сальвадоре, где в гонке юниорок на 10 км заняла 13-е место.
В 2012 году на Кубке мира по спортивной ходьбе в Саранске показала 36-й результат среди юниорок, установив при этом личный рекорд на дистанции 10 км — 52:27. Также в этом сезоне была лучшей в дисциплине 10 000 метров на юниорском центральноамериканском первенстве в Сан-Сальвадоре, выиграла бронзовую медаль на первенстве Центральной Америки и Карибского бассейна в Сан-Сальвадоре.
В 2015 году в ходьбе на 20 км заняла 23-е место на Панамериканском кубке в Арике, в ходьбе на 10 000 метров завоевала серебряную награду на чемпионате Центральной Америки в Манагуа.
В 2016 году в ходьбе на 10 000 метров отметилась победами на центральноамериканском и карибском чемпионате, на молодёжном чемпионате NACAC в Сан-Сальвадоре. Стартовала в 20-километровой ходьбе на командном чемпионате мира в Риме, заняла итоговое 54-е место и установила свой личный рекорд — 1:36:27. Хотя Миранда не выполнила олимпийский квалификационный норматив (1:36:00), ей по специальному приглашению всё же довелось попасть на летние Олимпийские игры в Рио-де-Жанейро. В итоге в программе ходьбы на 20 км она сошла с дистанции, не показав никакого результата.
В 2017 году в дисциплине 10 000 метров превзошла всех соперниц на центральноамериканском чемпионате в Тегусигальпе. В дисциплине 20 км взяла бронзу на чемпионате Гватемалы, показала 24-й результат на Панамериканском кубке в Лиме и пятый результат на Центральноамериканских играх в Манагуа.
Замужем за сальвадорским легкоатлетом Луисом Лопесом, так же участвовавшим в соревнованиях по спортивной ходьбе на Олимпиаде в Рио.